# Леоні Менцель
Леоні Менцель (19 травня 1999 , Меттман, Північний Рейн-Вестфалія ) — німецька веслувальниця, бронзова призерка Олімпійських ігор 2024 року, призерка чемпіонату Європи.

## Виступи на Олімпіадах
| Олімпіада  | Дисципліна     | Місце |
| ---------- | -------------- | ----- |
| Токіо 2020 | парні двійки   | 11    |
| Париж 2024 | парні четвірки | 3     |

## Зовнішні посилання
- Леоні Менцель на сайті World Rowing (англійська)
- Леоні Менцель на сайті Olympedia (англійська)